# Flying Witch
Flying Witch (ふらいんぐうぃっち, Furaingu Uitchi) est un shōnen manga de Chihiro Ishizuka, prépublié dans le Bessatsu Shōnen Magazine depuis août 2012 et publié par l'éditeur Kōdansha en volumes reliés depuis décembre 2013. La version française est éditée par nobi nobi ! depuis mars 2017.
Une adaptation en série d'animation de douze épisodes est produite par le studio J. C. Staff et diffusée au Japon entre avril 2016 et juin 2016 ainsi qu'en simulcast par Crunchyroll.

## Synopsis
À son entrée au lycée, la jeune Makoto quitte la région de Tokyo pour le nord-est du Japon. Hébergée chez ses cousins Kei et Chinatsu, elle découvre les petits plaisirs d’une vie plus provinciale, où le temps semble s’écouler différemment. Mais le quotidien à la campagne ne s’annonce pas de tout repos pour autant, car Makoto est aussi une apprentie sorcière un peu étourdie !

## Personnages
Makoto Kowata (木幡 真琴, Kowata Makoto)
Voix japonaise : Minami Shinoda
Une sorcière en formation qui part vivre avec sa famille à Aomori. C'est une fille polie et gentille qui se rêvasse facilement, et qui est plus concentrée sur la préparation de potions que sur le lancement de sorts. Son familier est un chat noir nommé Chito.
Chinatsu Kuramoto (倉本 千夏, Kuramoto Chinatsu)
Voix japonaise : Eri Suzuki
C'est la petite sœur de Kei et la cousine de Makoto. D'abord méfiante à l'égard de Makoto, qu'elle trouvait étrange lors de leur première rencontre, elle finit par l'apprécier après que Makoto l'ait emmenée voler sur un balai. Elle est fascinée par la magie et observe avec impatience Makoto lorsqu'elle utilise sa magie. Elle aime aussi les sucreries. Elle devient l'apprentie d'Akane pour en apprendre plus sur la magie et pour devenir elle-même une sorcière. Après avoir souhaité pouvoir utiliser la magie, Makoto et Inukai parviennent par inadvertance à créer un anneau rempli de mana à partir d'une dent de Hamabe (un esprit de la mer qui s'est lié d'amitié avec Chinatsu). L'anneau se lie alors à Chinatsu et lui permet d'utiliser la magie de l'eau.
Kei Kuramoto (倉本 圭, Kuramoto Kei)
Voix japonaise : Shinsuke Sugawara
Le frère aîné de Chinatsu et le cousin de Makoto.
Keiji Kuramoto (倉本啓二, Kuramoto Keiji)
Voix japonaise : Mitsuru Ogata
Le père de Kei et Chinatsu et le mari de Nana. Il parle dans un dialecte Tsugaru.
Nana Kuramoto (倉本 奈々, Kuramoto Nana)
Voix japonaise : Kikuko Inoue
La mère de Kei et Chinatsu. Elle connaît bien le monde de la sorcellerie et ne trouve pas du tout étranges certaines des choses bizarres qui se produisent à cause de Makoto. Son travail consiste à illustrer et à écrire des livres pour enfants.
Akane Kowata (木幡茜, Kowata Akane)
Voix japonaise : Kana Aoi
La grande sœur de Makoto et une sorcière à part entière. Elle contraste avec Makoto tant par sa personnalité que par son apparence. Alors que Makoto est polie et parle doucement, Akane est plus effrontée et forte, mais tout aussi gentille. Elle a également la peau brune et les cheveux blancs, ce qui contraste avec la peau pâle et les cheveux noirs de Makoto. Makoto mentionne que beaucoup de gens disent qu'ils n'ont pas grand-chose en commun. Akane tient beaucoup à Makoto et prend du temps sur ses voyages à travers le monde pour rendre visite à sa sœur et prendre de ses nouvelles régulièrement. Son familier est un chat siamois nommé Kenny.
Nao Ishiwatari (石渡なお, Ishiwatari Nao)
Voix japonaise : Shiori Mikami
L'ami de Kei, dont la famille tient un magasin d'alcool.
Inukai (犬養)
Voix japonaise : Mari Hino
Une sorcière d'Akita spécialisée dans la voyance, qui est aussi l'amie d'Akane. Après une nuit de beuverie, elle a mangé des chocolats qui transforment les gens en animaux, fabriqués par Akane, et est devenue un chien anthropomorphe. Comme les chocolats n'ont pas fonctionné correctement, elle a simplement le visage, les oreilles et la queue d'un chien, ainsi qu'une peau en fourrure, et reprend sa forme humaine la nuit. Depuis un an, elle cherche un moyen de contacter Akane pour trouver un remède qui lui rendra sa forme humaine de façon permanente. En raison de son apparence mi-animale, elle porte une cape qui couvre son visage et son corps afin de ne pas attirer l'attention. Kei admet qu'elle est son type de fille après l'avoir vue en tant qu'humaine. Son familier est un hamster nommé Al.
Anzu Shiina (椎名あんず, Shiina Anzu)
Voix japonaise : Yuka Iguchi
Une sorcière qui vit près de la maison de Kei et Chinatsu. Bien qu'elle soit douce et quelque peu réservée, elle est archéologue amateur et aime l'histoire. Son familier est un hibou brun nommé Aurore.
Mère d'Anzu (杏子の母)
Voix japonaise : Risa Hayamizu
La mère d'Anzu et la propriétaire du Café Concrucio, elle est aussi une sorcière.
Hina (ひな)
Voix japonaise : Hisako Kanemoto
Un fantôme féminin qui est né en 1906 au Japon (ère Meiji) et qui travaille maintenant dans le café tenu par la mère d'Anzu. Elle est très timide envers les autres comme le montre la visite de Makoto, Kei et Chinatsu au café.

### Animaux familiers
Chito (チト, Chito)
Voix japonaise : Ai Kayano
Un chat noir de 17 ans, familier de Makoto.
Kenny (ケニー, Kenī)
Voix japonaise : Ayane Sakura
Un chat siamois, le familier d'Akane.
Al (アル, Aru)
Voix japonaise : Ari Ozawa
Un hamster blanc qui est le familier d'Inukai. Il porte un petit nœud papillon.
Aurore (オロル, Ororu)
Une chouette brune qui est le familier d'Anzu Shiina.

## Manga
La série est prépubliée dans le Bessatsu Shōnen Magazine à partir du 9 août 2012 et publiée par l'éditeur Kōdansha en volumes reliés depuis décembre 2013. La version française est éditée par nobi nobi ! depuis mars 2017. La série est également licenciée par Vertical en Amérique du Nord,.

### Liste des volumes
| no | Japonais         | Japonais          | Français         | Français          |
| no | Date de sortie   | ISBN              | Date de sortie   | ISBN              |
| --- | ---------------- | ----------------- | ---------------- | ----------------- |
| 1 | 9 décembre 2013  | 978-4-06-394992-6 | 8 mars 2017      | 978-2-37349-092-3 |
| Liste des chapitres : - Chapitre 1 : Drôles de retrouvailles (6年振りの不思議, 6-nen furi no fushigi) - Chapitre 2 : Un remède miracle au bord du chemin (道草は万能薬, Michikusa wa man'nōyaku) - Chapitre 3 : Un drôle d'oiseau (国鳥は鳴き止まない, Kokuchō wa naki yamanai) - Chapitre 4 : Quand un familier passe à l'action (使い魔の活用法, Tsukai ma no katsuyō-hō) - Chapitre 5 : Un visiteur inattendu (魔女への訪問者, Majo e no hōmon-sha) - Chapitre 6 : Petit cours de magie (魔術講座, Majutsu kōza) |                  |                   |                  |                   |
| 2 | 9 juin 2014      | 978-4-06-395095-3 | 3 mai 2017       | 978-2-37349-097-8 |
| Liste des chapitres : - Chapitre 7 : Le bonheur au coin de la rue (夢と道端の幸せ, Yume to michibata no shiawase) - Chapitre 8 : Une voyante sous les cerisiers (桜の中の占い師, Sakura no naka no uranaishi) - Chapitre 9 : Une sorcière qui a du chien (犬魔女と姉魔女, Inu majo to ane majo) - Chapitre 10 : Chinatsu prend une grande décision (千夏の決意, Chinatsu no ketsui) - Chapitre 11 : La magie, c'est du gâteau ! (おかしなおかし, Okashina okashi) - Chapitre 12 : La montagne au printemps (春の山, Haru no yama) |                  |                   |                  |                   |
| 3 | 9 avril 2015     | 978-4-06-395363-3 | 28 juin 2017     | 978-2-37349-098-5 |
| Liste des chapitres : - Chapitre 13 : Salon de thé Concursio (喫茶コンクルシオ, Kissa konkurishio) - Chapitre 14 : Un habitué des lieux (常連の鳴き声, Jōren no nakigoe) - Chapitre 15 : Après-demain c'est aujourd'hui (明日の明日は今にある, Ashita no ashita wa ima ni aru) - Chapitre 16 : Un remède au goût corsé (良薬は口に辛し, Ryōyaku wa kuchi ni karashi) - Chapitre 17 : Le livreur de journaux et la baleine (シンブンヤとクジラ, Shinbun'ya to kujira) - Chapitre 18 : Un petit-déjeuner très instructif (フライパンとホットケーキの関係性, Furaipan to hottokēki no kankei-sei) - Épisode bonus                                                        |                  |                   |                  |                   |
| 4 | 9 mars 2016      | 978-4-06-395635-1 | 4 octobre 2017   | 978-2-37349-099-2 |
| Liste des chapitres : - Chapitre 19 : À chacun son manteau (魔女のローブは十人十色, Majo no rōbu wa jūnitoiro) - Chapitre 20 : Des amandes au bout des doigts (魔女の爪はアーモンド, Majo no tsume wa āmondo) - Chapitre 21 : L'abeille au bois dormant (魔女蜂合わず, Majo hachi awazu) - Chapitre 22 : Un parfum de cigarette, d'essence et de café (煙草とオイルとコーヒーの香り, Tabako to oiru to kōhī no kaori) - Chapitre 23 : A la pêche au lapin (春の日の兎を釣るように, Haru no hi no usagi o tsuru yō ni) - Chapitre 24 : Copains comme lapins (兎の逆立ち, Usagi no sakadachi)                                                                           |                  |                   |                  |                   |
| 5 | 9 novembre 2016  | 978-4-06-395790-7 | 29 novembre 2017 | 978-2-37349-152-4 |
| Liste des chapitres : - Chapitre 25 : Le chat et le papillon (障子に猫あり蝶蝶あり, Shōji ni neko ari chōchō ari) - Chapitre 26 : Pluie de larme et larmes de pluie (雨の降る日は機嫌が悪い, Ame no furu hi wa kigengawarui) - Chapitre 27 : La pêche aux gogos (タイがエビを釣る, Tai ga ebi o tsuru) - Chapitre 28 : Une drôle de malédiction (一口物に喉が鳴く, Hitokuchi-mono ni nodo ga naku) - Chapitre 29 : Flaque volante non identifiée (雨の降る日は天気が悪いとは限らない, Ame no furu hi wa tenki ga warui to wa kagiranai) - Chapitre 30 : Que la farce soit avec toi (裏庭の魔法使い, Uraniwa no mahōtsukai)                                            |                  |                   |                  |                   |
| 6 | 8 septembre 2017 | 978-4-06-510183-4 | 11 avril 2018    | 978-2-37349-221-7 |
| Liste des chapitres : - Chapitre 31 : La fête du premier sort (初めて魔法記念日, Hajimete mahō kinenbi) - Chapitre 32 : Ciel et terre, été et hiver, neige et encre (天地、夏冬、雪と墨, Tenchi, natsufuyu, yuki to sumi) - Chapitre 33 : Des chats au déjeuner (猫が来ても食休み, Neko ga kite mo shokuyasumi) - Chapitre 34 : Un petit rappel à l'ordre (亀の甲より2年の功, Kamenokō yori 2 toshi no kō) - Chapitre 35 : Une ville copiée collée (複製される街, Fukusei sa reru machi) - Chapitre 36 : La chasse au naru naru (ナルナルの貴重な食事風景と捕獲方法, Narunaru no kichōna shokuji fūkei to hokaku hōhō)                                                |                  |                   |                  |                   |
| 7 | 7 septembre 2018 | 978-4-06-512323-2 | 6 mars 2019      | 978-2-37349-319-1 |
| Liste des chapitres : - Chapitre 37 : Le sobriquet (魔女のあだ名, Majo no adana) - Chapitre 38 : Délices d'outre-monde (あっちの菓子折り, Atchi no kashiori) - Chapitre 39 : Miss Inukai et Tata Wawa (犬が甥の草を刈る, Inu ga oi no kusa wo karu) - Chapitre 40 : Les herbes folles (走る薬草, Hashiru yasukō) - Chapitre 41 : Les vapeurs de l'alcool (酒は魔女を釣る針, Sake wa majo o tsuru hari) - Chapitre 42 : L'ourse, le lapin et le singe (見ざる聞かざる言わざる, Mizaru kikazaru iwazaru) |                  |                   |                  |                   |
| 8 | 9 août 2019      | 978-4-06-516285-9 | 21 octobre 2020  | 978-2-37349-451-8 |
| Liste des chapitres : - Chapitre 43 : Un automne familier (からくり使い魔, Karakuri tsukai ma) - Chapitre 44 : Le mage et les neuf singes (ここのつとコインと魔法使い, Koko no tsuto koin to mahōtsukai) - Chapitre 45 : En coupant à travers les buissons (道草、近道、帰り道, Michikusa, chikamichi, kaerimichi) - Chapitre 46 : Herbes glaçantes et pelures d'ombre (凍る草には剥がれる影あり, Kōru kusa ni wa hagareru kage ari) - Chapitre 47 : Quand chavoche fâchée, elle toujours faire ainsi (モッホにしてはいけないこと針, Mohho ni shite wa ikenai koto) - Chapitre 48 : Volley Of The Dead (夏の始まり、排球の屍, Natsu no hajimari, haikyū no shikabane) |                  |                   |                  |                   |
| 9 | 9 juin 2020      | 978-4-06-519382-2 | 15 juillet 2021  | 978-2-37349-562-1 |
| Liste des chapitres : - Chapitre 49 : Les corbeaux et la caméra (カラスの口からカメラがあまる, Karasu no kuchi kara kamera ga amaru) - Chapitre 50 : La fête de l'envers et de l'endroit (表の祭り、裏の祭り, Hyō no matsuri, ura no matsuri) - Chapitre 51 : Un sommet de gourmandise (憧れのチョモランマ, Akogareno Chomoranma) - Chapitre 52 : L'ange-gardien des plages (友達は浜辺の守り神, Tomodachi wa hamabe no mamorigami) - Chapitre 53 : Mandrake evolution (マンドレイク・エボリューション, Mandoreiku eboryūshon) - Chapitre 54 : Les bouddhas ne comptent pas pour des prunes (仁王は食通, Niō wa shokutsū)                                             |                  |                   |                  |                   |
| 10 | 9 juin 2021      | 978-4-06-523415-0 | 24 août 2022     | 978-2-37349-814-1 |
| Liste des chapitres : - Chapitre 55 : Une bonté pesante (おすそ分けはとても重い, Osusowake wa totemo omoi) - Chapitre 56 : Le bureau local de la Guilde des Sorcières (魔女協会弘前支部, Majo kyōkai Hirosaki shibu) - Chapitre 57 : Par monts et par chats (旅は道連れ猫に情け, Tabi wa michidzure neko ni nasake) - Chapitre 58 : Bille de clone (4か月ぶりの家族、増える親友, 4-kagetsu-buri no kazoku, fueru shin'yū) - Chapitre 59 : Première mission en ville (都会の仕事, Tokai no shigoto) - Chapitre 60 : Félins félons (招き猫の要求, Maneki neko no yōkyū) - Chapitre 61 : La langue aux chats (1万点の活躍, 1 Man-ten no katsuyaku)                       |                  |                   |                  |                   |
| 11 | 9 juin 2022      | 978-4-06-528167-3 | 11 octobre 2023  | 978-2-37349-994-0 |
| Liste des chapitres : - Chapitre 62 : 自由研究、目指すは宇宙 (Jiyukenkyū, mezasu wa ichū) - Chapitre 63 : 穴を開け、骨を施す (Ana wo ake, kotsu o hodokosu) - Chapitre 64 : 衣使いの魔女 (I tsukai no majo) - Chapitre 65 : 乗り遅れにはご注意を (Noriokure ni hago chūi o) - Chapitre 66 : 凄腕マジシャンシスターズ (Sugōde majishanshisutāzu) - Chapitre 67 : 七不思議な社会科見学 (Nana fushigi na shakaika kengaku) |                  |                   |                  |                   |
| 12 | 8 juin 2023      | 978-4-06-531871-3 | 21 août 2024     | 978-2-38496-187-0 |
| 13 | 7 juin 2024      | 978-4-06-535786-6 | 27 août 2025     | 978-2-38496-594-6 |
| 14 | 9 juin 2025      | 978-4-06-539743-5 |                  |                   |

## Accueil critique
Pour le site spécialisé Actua BD, « l'ensemble se révèle assez drôle, même touchant par moments, et Chihiro Ishizuka réussit merveilleusement bien à installer une ambiance zen et heureuse dans cette chronique campagnarde sur fond de magie et de surnaturel bon enfant ».

## Série d'animation
Une adaptation en série d'animation est annoncée pour avril 2016,. Produite par le studio J. C. Staff et réalisée par Katsushi Sakurabi, elle est diffusée au Japon entre avril 2016 et juin 2016 et diffusée en simulcast par Crunchyroll. Le générique d'ouverture est Sharanran Feat 96 Neko (シャンランラン feat.96猫, Shanranran fīto 96 Neko) de miwa et le générique de fin est Nichijō no mahō (日常の魔法) de Makoto Kowata (CV Minami Shinoda) et Chinatsu Kuramoto (CV Eri Suzuki).
La série est licenciée par Sentai Filmworks en Amérique du Nord et Animatsu Entertainment au Royaume-Uni.

### Liste des épisodes
| No | Titre de l’épisode en français             | Titre original de l’épisode                                     | Date de 1re diffusion |
| --- | ------------------------------------------ | --------------------------------------------------------------- | --------------------- |
| 1 | Premier miracle en 6 ans                   | 6年振りの不思議 6-Nen buri no fushigi                           | 9 avril 2016          |
| Makoto, accompagnée de son chat, prend le train depuis Yokohama pour rejoindre Hirosaki, dans la région de Tōhoku. Sur place, elle est accueillie par son cousin, Kei, qu'elle n'avait pas vu depuis de nombreuses années. Celui-ci la mène à la maison familiale où elle rencontre Chinatsu, la petite sœur de ce dernier, qui se montre réservée face à la nouvelle arrivante. Lorsque la fillette entend Makoto parler avec son chat, elle devient véritablement méfiante, d'autant plus lorsque son frère lui demande d'accompagner leur cousine faire des courses à la galerie marchande. Elles deviennent cependant plus proche jusqu'à ce que Makoto essaye un balai et s'envole sous les yeux de la fillette, qui découvre alors ses pouvoirs de sorcière. Elles rejoignent Kei par la voie des airs, qui est en train de parler à une amie d'enfance, Nao. Le jour suivant, les deux jeunes filles découvrent qu'elles sont dans la même classe, et Kei, qui souhaite sortir avec des amis, demande à Nao de racompagner Makoto chez eux de peur qu'elle ne se perde, du fait de son mauvais sens de l'orientation. Sur le chemin du retour, Makoto repère une mandragore sauvage, plante rare et magique appréciée des sorcières pour ses vertus médicinales mais qui pousse un cri assourdissant lorsqu'on la déterre. Makoto veut l'offrir à Nao pour la remercier et s'excuser du dérangement imposé, mais cette dernière, devant le gémissement de la plante, refuse le présent. |                                            |                                                                 |                       |
| 2 | La sorcière a de la visite                 | 魔女への訪問者 Majo e no hōmon-sha                              | 16 avril 2016         |
| 3 | Cours de jardinage et de magie             | 畑講座と魔術講座 Hata kōza to majutsu kōza                      | 23 avril 2016         |
| 4 | La Voyante des cerisiers                   | 桜の中の占い師 Sakura no naka no uranaishi                      | 30 avril 2016         |
| 5 | Comment utiliser son familier              | 使い魔の活用法 Tsukaima no katsuyō-hō                           | 7 mai 2016            |
| 6 | Les Zarbiscuits                            | おかしなおかし Okashina okashi                                  | 14 mai 2016           |
| 7 | Le Salon de thé Concursio                  | 喫茶コンクルシオ Kissa Konkurushio                              | 21 mai 2016           |
| 8 | Le Cri d'un client fidèle                  | 常連の鳴き声 Jōren no nakigoe                                   | 28 mai 2016           |
| 9 | Aujourd'hui cache les lendemains de demain | 明日の明日は今にある Ashita no ashita wa ima ni aru             | 4 juin 2016           |
| 10 | Problème de cuisine et problème d'abeille  | 料理合わずと蜂合わず Ryōri awazu to hachi awazu                 | 11 juin 2016          |
| 11 | La Baleine volante                         | くじら、空をとぶ Kujira, sora o tobu                            | 25 juin 2016          |
| 12 | À chaque sorcière sa cape et son quotidien | 魔女のローブと日々は十人十色 Majo no rōbu to hibi wa jūnintoiro | 25 juin 2016          |

### Œuvres
Édition japonaise
1. 1 2  Tome 1
2. 1 2  Tome 2
3. 1 2  Tome 3
4. 1 2  Tome 4
5. 1 2  Tome 5
6. 1 2  Tome 6
7. 1 2  Tome 7
8. 1 2  Tome 8
9. 1 2  Tome 9
10. 1 2  Tome 10
11. 1 2  Tome 11
12. 1 2  Tome 12
13. 1 2  Tome 13
14. 1 2  Tome 14

Édition française
1. 1 2  Tome 1
2. 1 2  Tome 2
3. 1 2  Tome 3
4. 1 2  Tome 4
5. 1 2  Tome 5
6. 1 2  Tome 6
7. 1 2  Tome 7
8. 1 2  Tome 8
9. 1 2  Tome 9
10. 1 2  Tome 10
11. 1 2  Tome 11
12. 1 2  Tome 12
13. 1 2  Tome 13